# Caecilia antioquiaensis
Espèce
Statut de conservation UICN

 DD  : Données insuffisantes
Caecilia antioquiaensis est une espèce de gymnophiones de la famille des Caeciliidae.

## Répartition
Cette espèce est endémique du département d'Antioquia en Colombie. Elle se rencontre à Valdivia à environ 1 100 m d'altitude dans le nord de la cordillère Centrale.

## Étymologie
Son nom d'espèce, composé de antioquia et du suffixe latin -ensis, « qui vit dans, qui habite », lui a été donné en référence au lieu de sa découverte.

## Publication originale
- Taylor, 1968 : The Caecilians of the World: A Taxonomic Review. Lawrence, University of Kansas Press.